# 적백날다람쥐
적백날다람쥐(Petaurista alborufus)는 다람쥐과에 속하는 설치류의 일종이다. 날다람쥐 중에서 가장 큰 종으로 푸른 눈을 갖고 있다. 꼬리를 포함하여 몸길이가 1m 이상으로 날다람쥐류 중에서 가장 크다. 중국 중부와 남부, 대만의 토착종이다. 산악 지역의 울창한 구릉 지대에서 서식한다. 낮에는 주로 잠을 자고, 해가 지면 나무들 사이에서 먹이를 구하기 위해 나온다. 먹이는 주로 잎이 많은 식물을 포함하여 견과류와 열매지만 곤충 일부와 나방을 먹기도 한다. 적백날다람쥐는 나무 사이의 약 10~20m 정도 거리를 활강으로 이동한다. 분포 지역이 넓고, 비교적 흔하게 발견되기 때문에 국제 자연 보전 연맹(IUCN)이 "관심대상종"으로 분류하고 있다.

## 아종
5종의 아종이 알려져 있다.
- Petaurista alborufus alborufus
- Petaurista alborufus castaneus
- Petaurista alborufus lena
- Petaurista alborufus leucocephalus
- Petaurista alborufus ochraspis